# Susan Hiller
Susan Hiller (* 7. März 1940 in Tallahassee, Florida; † 28. Januar 2019 in London) war eine US-amerikanische Künstlerin, die in London lebte. Ihr Werk umfasst ein Spektrum unterschiedlicher künstlerischer Darstellungsformen, neben der Malerei etwa auch die Fotografie, Installationen und Objektkunst.

## Leben
Susan Hiller verbrachte ihre ersten Lebensjahre in und in der Umgebung von Cleveland und zog mit ihrer Familie 1952 wieder nach Florida, wo sie 1957 die Highschool abschloss. Sie studierte am Smith College in Northampton, Massachusetts, und nach dem Bachelor für ein Jahr Film und Fotografie bei der Cooper Union sowie Archäologie und Linguistik am Hunter College in New York. Mit einem Stipendium der National Science Foundation ging sie anschließend an die Tulane University, New Orleans. Dort wurde sie 1965 in Anthropologie zum Ph.D. promoviert.
Feldforschungen führten sie nach Mexiko, Guatemala und Belize, die Unzufriedenheit mit der objektivierenden Methodik der anthropologischen Forschung bewog sie jedoch, sich von der Wissenschaft abzuwenden. Nach eigenen Angaben entschied sie sich in einer Vorlesung über afrikanische Kunst, selbst Künstlerin zu werden.
Sie lebte und arbeitete seit Anfang der 1960er Jahre überwiegend in London. Nachdem sie mit ihren Malereien eine Reihe von Einzel- und Gruppenausstellungen absolviert hatte, wandte sie sich Anfang der 1980er Jahre innovativen Experimenten mit audiovisuellen Techniken zu. Ihre bahnbrechenden Installationen mit Multiscreen-Videos fanden weithin Aufmerksamkeit und beeinflussten viele junge britische Künstler. In ihren Werken geht Susan Hiller von einzelnen Gegenständen der aktuellen Kultur aus und testet häufig die Liminalität bestimmter Erscheinungen aus. Dabei experimentierte sie auch mit Phänomenen wie der spiritistischen Technik des Automatischen Schreibens, mit Nahtoderfahrungen und gemeinschaftlich erlebten unter- und unbewussten sowie paranormalen Aktivitäten. Hiller starb im Januar 2019 im Alter von 78 Jahren nach kurzer Krankheit.
Ihre Werke finden sich heute in einer großen Zahl von privaten und öffentlichen Sammlungen.

## Ausstellungen (Auswahl)
- 1986: Institute of Contemporary Arts, London
- 1996: Tate Gallery, Liverpool
- 2011: Tate Britain, London[1]
- 2012: dOCUMENTA (13), Kassel: Protestsongs, akustisch-optisches Kunstwerk
- 2013: Susan Hiller: From Here to Eternity,[3] Kunsthalle Nürnberg
- 2017: Documenta 14, Athen/Kassel

## Museale Rezension
- Neue Galerie Kassel, Kassel

## Schriften (Auswahl)
- The Dream and The Word, London Black Dog Publishing Limited, 2012, ISBN 978-1-907317-61-3
- The J. Street project, Warwickshire Compton Verney, 2005
- Freudsche Objekte, Leipzig Inst. für Buchkunst, 1998
- mit David Coxhead: Träume : eine Bilddokumentation, Frankfurt am Main Umschau-Verlag, 1976